# La Frénaye
La Frénaye is een gemeente in het Franse departement Seine-Maritime (regio Normandië) en telt 1690 inwoners (2004). De plaats maakt deel uit van het arrondissement Le Havre.

## Geografie
De oppervlakte van La Frénaye bedraagt 10,0 km², de bevolkingsdichtheid is 169,0 inwoners per km².
De onderstaande kaart toont de ligging van La Frénaye met de belangrijkste infrastructuur en aangrenzende gemeenten.

## Demografie
Onderstaande figuur toont het verloop van het inwonertal (bron: INSEE-tellingen).